# Sacculina dayi
Sacculina dayi is een krabbezakjessoort uit de familie van de Sacculinidae. De wetenschappelijke naam van de soort is voor het eerst geldig gepubliceerd in 1958 door Boschma.